# Georg Ernst Sigismund Hennig
Georg Ernst Sigismund Hennig (* 1. Januar 1749 in Jauer, Niederschlesien; † 23. September 1809 in Königsberg i. Pr.) war ein deutscher lutherischer Theologe.

## Leben
Hennig wurde am 13. Oktober 1767 an der Albertus-Universität Königsberg immatrikuliert, um ein Studium der theologischen Wissenschaften zu absolvieren. Nach abgeschlossenen Studien ging er 1770 als Pfarrer nach Tharau. Seine Antrittspredigt behandelte Den Dienst Jesu, eine wahre Ehre des Menschen (Königsberg 1771). 1775 wechselte er als Diaconus an die Löbenichtsche Kirche. 1776 wurde er zweiter Hofprediger der Schlosskirche (Königsberg) und im selben Jahr Pfarrer an der Löbenichtschen Kirche. 1783 wurde er Direktor und Aufseher der Wallenrodtschen Bibliothek.
Die Königliche Deutsche Gesellschaft (Königsberg) wählte ihn 1790 zum Präsidenten. Zudem wurde er 1796 auch zum Superintendenten und Konsistorialrat der Kirchen und Schulen in Königsberg ernannt. 1802 ernannte man ihn zum zweiten ordentlichen Professor der Theologie an der Albertina und zum Doktor der TheologieIm Wintersemester 1808/09 amtierte er als Prorektor. Bereits 1808 emeritiert, starb Hennig im Amt.

## Werke
- Von den Vorzügen und Mängeln der deutschen Sprache in Vegleichung mit der französischen Sprache. Königsberg 1768
- Von den Vorzügen des Todes Jesu vor dem Tode der Märtyrer. Königsberg 1769
- Joseph in 8 Gesängen., ein biblisch episches Gedicht in Prosa. Leipzig 1771 (Online)
- Glaubensbekenntniß der Fräulein v. B. nebst der dabei gehaltenen Rede und Predigt. Danzig 1775
- Standrede über die Verheißungen, die Gott frommen alten giebt. Königsberg 1777
- Preußisches Wörterbuch worinnen nicht nur die Preußen gebräuchliche eigenthümliche Mundart und was sie sonst mit der niedersächsischen gemein hat, anzeiget, sondern auch  manche in preußischen Schriftstellern, Urkunden, Documenten und Verordnungen vorkommende veraltete Wörter, Redensarten, Gebräuche und Altherthümer erklärt werden. Königsberg 1785 (Online)
- Entwurf einer Basedorff'schen Familien-Geschichte aus Urkunden, Stammtafeln und Dyplomen. 1792
- Die Glaubens und Sittenlehre, zum Unterricht der Jugend entworfen. Königsberg 1793
- Das ehrenvolle Andenken, was wir unserm verewigten guten Könige schuldig sind. Eine Gedächtnis-Predigt auf das Absterben Sr. Majestät Friedrich Wilhelm II. 1797
- De reliquiis quibusdam Philippi Melanchthonis litterariis, quae Regiomonti asservantur. Königsberg 1803, 2. Bde.
- Chronologische Übersicht der denkwürdigsten Begebenheiten, Todesfälle und milden Stiftungen in Preussen, vorzüglich in Königsberg, im achtzehnten Jahrhundert. 1803
- De Lutheranorum in Borussia constitutionibus ecclesiasticis a tempore reformationis. 1808

## Weblink
- Staatsbibliothek Berlin

| Personendaten    | Personendaten                    |
| ---------------- | -------------------------------- |
| NAME             | Hennig, Georg Ernst Sigismund    |
| KURZBESCHREIBUNG | deutscher evangelischer Theologe |
| GEBURTSDATUM     | 1. Januar 1749                   |
| GEBURTSORT       | Jauer                            |
| STERBEDATUM      | 23. September 1809               |
| STERBEORT        | Königsberg (Preußen)             |